# Buddhismus in Russland

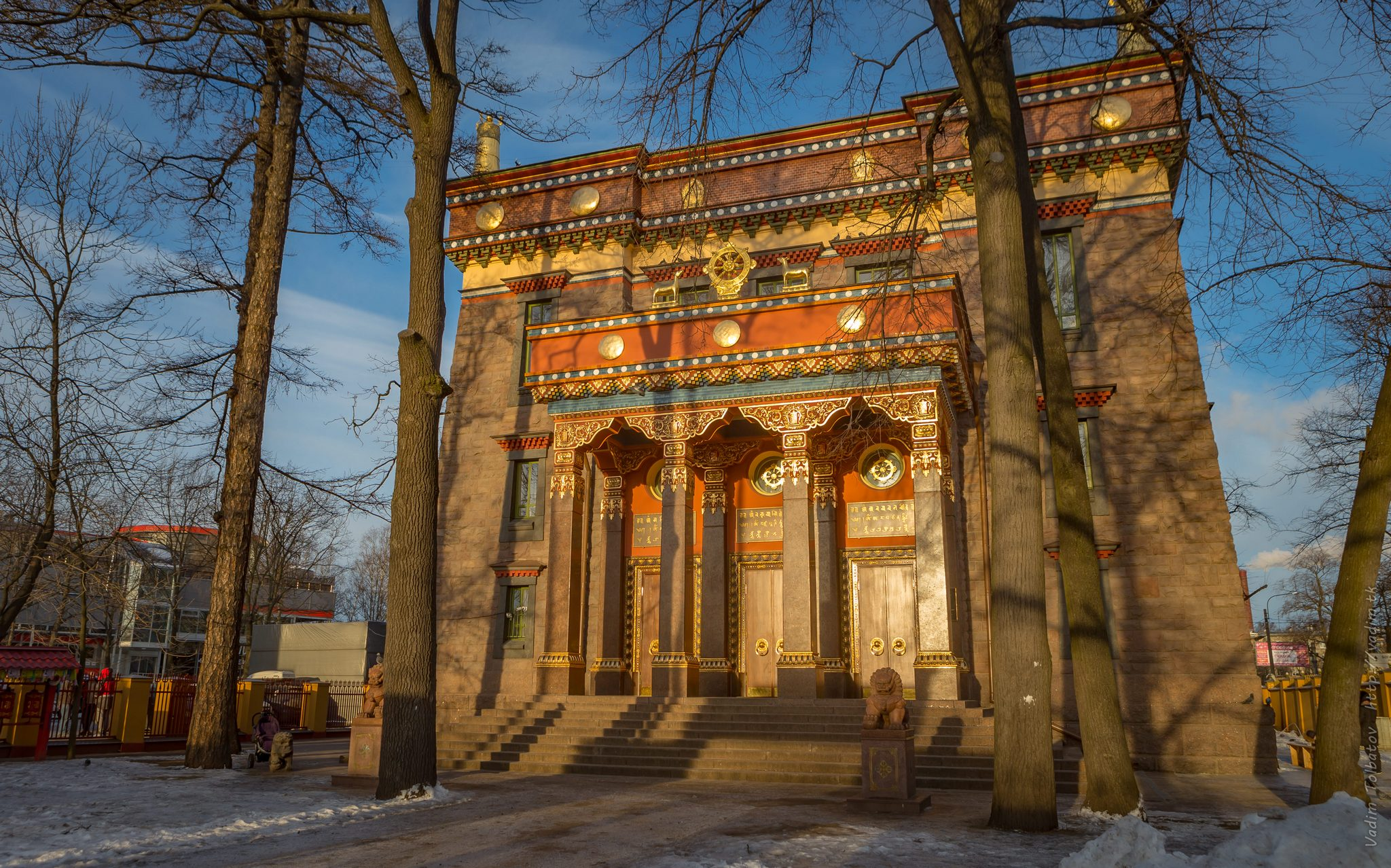
Gusetschoinei-Dazan in St. Petersburg, einer der größten buddhistischen Tempel in Europa

Der Buddhismus in Russland ist eine der religiösen Traditionen in Russland, die neben den drei anderen Weltreligionen Christentum (in der orthodoxen Ausführung), Judentum und Islam praktiziert werden und als traditionelle Religionen in Russland gesehen werden. Traditionell siedelten sich russische Anhänger des Buddhismus in der Republik Altai, Republik Burjatien, Republik Kalmückien, Oblast Irkutsk, Region Transbaikalien oder Republik Tuwa an. Die meisten buddhistischen Tempel in Russland befinden sich in Sibirien und an der Grenze zur Mongolei/China. Darüber hinaus gibt es buddhistische Zentren in Moskau, St. Petersburg und anderen größeren Städten. Die meisten Anhänger des Buddhismus in Russland gehören den Gelug- und Karma-Kagyü-Schulen an. Die russische Bevölkerung hat ein ausgeprägtes Interesse an Buddhismus und ist offen für fernöstliche Philosophien. Nicht zuletzt der Trend der Shaolin- und Martial-Arts-Filme aus China trug dazu bei, das Interesse an Buddhismus, der Philosophie und Meditation in Russland noch verstärken.

## Geschichte des Buddhismus in Russland

### Buddhismus in Minderheitenregionen im Zarenreich
In der Zeit zwischen dem 17. und 18. Jahrhundert kam der Buddhismus einerseits mit den Kalmücken/Oiraten aus Tibet, andererseits über die Mongolei nach Burjatien im südlichen Russland. Das Leben des Buddha wurde im alten Russland mit den Texten über Barlaam und Josaphat bekannt, welche ihren Ursprung in der Buddha-Legende haben. Zu den Zeiten der Kaiserin Elisabeth wurde der Buddhismus im Jahr 1741 zu einer offiziellen Religion in Russland erklärt. Zu dieser Zeit gab es in Burjaten mehr als 10 buddhistische Klöster und mehr als 100 buddhistische Lamas. Ende des 19. und Anfang des 20. Jahrhunderts zählte Russland zu einem der großen Zentren für die Buddhalehre. In Kalmückien wurden Lamas per Erlass des Zaren gewählt.
Buddhismus ist in Russland eine traditionelle Religion der drei Völker Burjaten, Kalmücken und Tuwiner. Eine Besonderheit ist die Vermischung des Buddhismus mit dem Schamanismus, namentlich in Tannu-Tuwa. Diese kleine Region lag ursprünglich innerhalb der Grenzen der Äußeren Mongolei, wurde aber 1914 ein Protektorat des Zarenreichs, bevor es formal unabhängig war und 1944 von der UdSSR annektiert wurde. Es wurde von russischen Beobachter berichtet, dass in dieser Region der Oberste Lama mit der Großen Schamanin verheiratet war. Das Amt eines Lamas und eines Schamanen konnte auch in Personalunion ausgeführt wurde. Diese Personen wurden als burchan-cham (= Buddha-Schamane) bezeichnet.
Das starke Interesse der Gesellschaft für die östliche Kultur, buddhistische Schriften und deren Sprachen waren die Grundlage für die weitere Verbreitung des Buddhismus in neuerer Zeit. Der erste buddhistische Tempel in Russland außerhalb von Siedlungsgebieten eingewanderter bzw. inkorporierter Minderheiten, Gusetschoinei-Dazan, wurde im Jahr 1915 in Sankt Petersburg eröffnet. Einer der Hauptinitiatoren und der erste Abt war der burjatische Mönch und Diplomat Agvan Dorzhiev. Der Bau des Tempels in St. Petersburg beanspruchte mehrere Jahre und es gab einen starken Widerstand gegen den Bau des Tempels seitens der Orthodoxen Kirche. Zu dieser Zeit gab es in der Stadt bereits mehrere Hundert Buddhisten, zu denen auch ethnische Russen zählten.

### Buddhismus während der Zeit der Sowjetunion
1917 gab es in Russland 175 buddhistische Klöster mit etwa 20.000 Bewohnern. Nach der Oktoberrevolution wurden Buddhisten zunächst unterstützt. Während die sowjetische Führung eine kompromisslose Haltung gegenüber der russisch-orthodoxen Kirche vertrat, trat die Regierung dem Buddhismus, wie auch anderen Minderheitenreligionen, zu Beginn relativ offen gegenüber. Sie sah im Buddhismus eine Religion unterdrückter Minderheiten und in seiner staatlichen Unterstützung ein Mittel, die Weltrevolution in buddhistische Länder zu tragen. Angeleitet von Agvan Dorzhiev versuchten Teile der burjatischen Geistlichkeit, den Buddhismus mit dem sowjetischen Sozialismus kompatibel zu machen. Geistliche sollten keinen Reichtum anhäufen können, Tempel sollten durch Organisation kooperativer Farmen sozial sinnvolle Arbeit verrichten.
Unter Stalin (reg. 1927–1953) verlor die Idee einer Weltrevolution an Bedeutung. Obwohl die Verfassung von 1936 die Religionsfreiheit gesetzlich regelte, kam es bereits ab Mitte der 1920er Jahre zunehmend zu Repressionen und Einschränkungen für die Ausübung des Buddhismus. So durften Klöster in Burjatien durch ein Gesetz von 1925 keine Novizen mehr unter 18 Jahren aufnehmen und zu Mönchen ausbilden. Minderjährige, die sich bereits im Kloster befanden, mussten diese verlassen.  Die Regierung betrachtete die buddhistische Geistlichkeit zunehmend als Klassenfeind, wie etwa die Kulaken und die Überbleibsel des russischen Adels. In den 1930er Jahren wurde die buddhistische Geistlichkeit umfassend verfolgt und die buddhistischen Zentren zerstört. Hierunter fielen alle Tempel in Burjatien, Kalmückien und Tuwa, aber auch der Sankt Petersburger Tempel Guesetschoinei-Dazan. 1940 gab es in der Sowjetunion keine funktionierenden Kloster oder Tempel mehr. Der Buddhismus konnte nur noch im Geheimen ausgelebt werden.

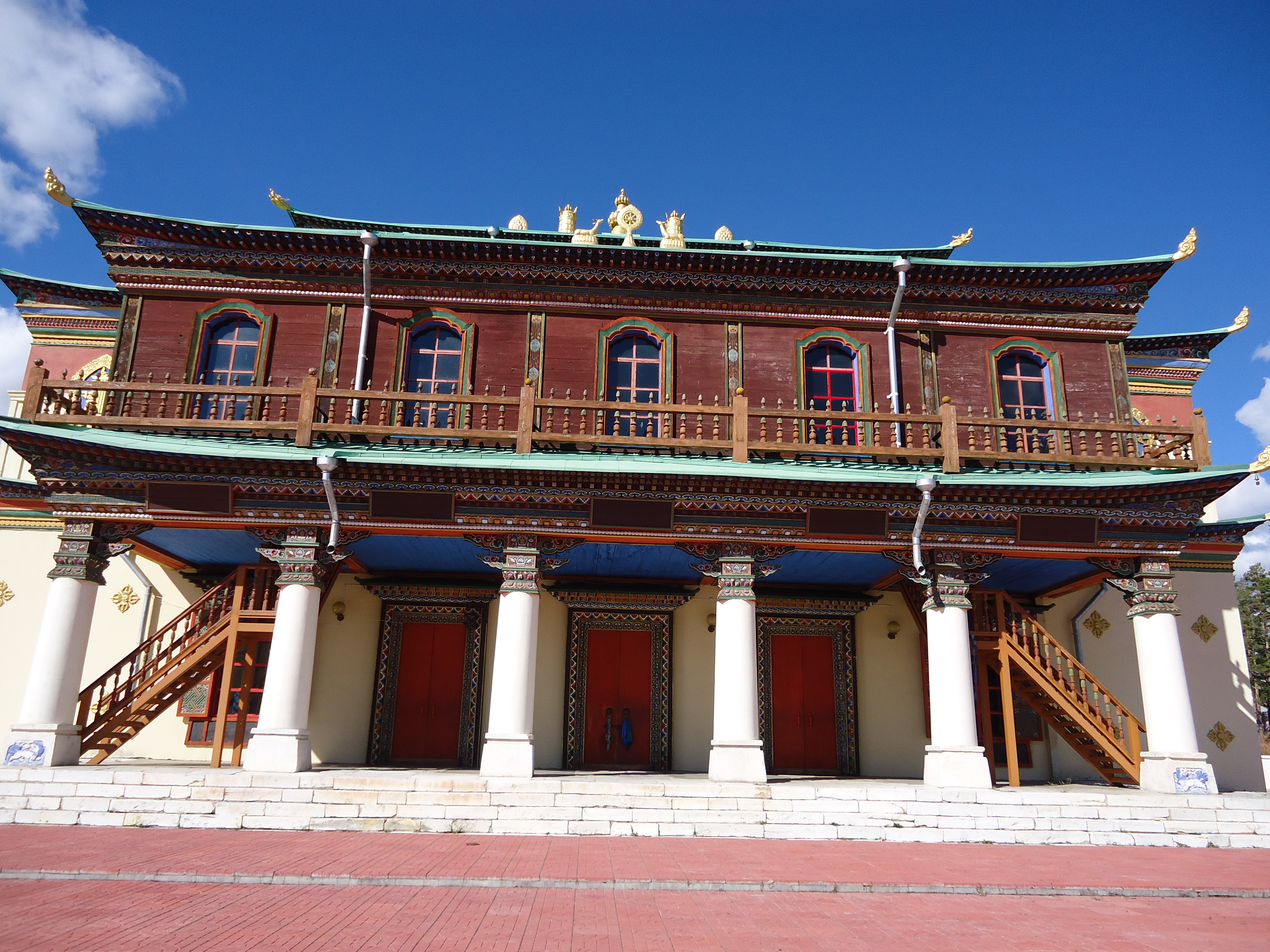
Der Aginer Dazan war neben dem Iwolginski Dazan zwischen 1945 und den späten 1980er Jahren der einzige buddhistische Tempel, der in der Sowjetunion geduldet wurde.

Während sich die Situation in Burjatien ab 1945 zumindest ein wenig besserte und das Kloster von Aginsk wiedereröffnet wurde sowie in Iwolginsk ein neues Kloster errichtet wurde, blieben in Kalmücken bis 1988 offiziell alle buddhistischen Aktivitäten untersagt. Aber auch in Burjatien blieben buddhistische Aktivitäten stark begrenzt.
Der Hauptgrund für die Öffnung der zwei Kloster in Burjatien war die Außenwirkung, da die sowjetische Führung dadurch propagieren konnte, es bestehe in der UdSSR Religionsfreiheit. Zudem konnte sich die Sowjetunion mit der Betonung der buddhistischen (und islamischen) Tradition in ihren Grenzen als asiatische Macht präsentieren, was eine Verbindung zur sogenannten Dritten Welt aufbauen sollte. Die vermeintliche Religionsfreiheit für Buddhisten sollte in Kombination zugelassener Besuche buddhistischer Delegationen nach Burjatien und Auslandsreisen burjatischer Mönche dabei helfen, diplomatische Beziehungen zu mehrheitlich buddhistischen Staaten aufzubauen. Dazu versuchte die Führung, den Buddhismus zu nutzen, um sich als Friedensmacht darzustellen, da japanische Buddhisten besonders stark in der Friedensbewegung und Anti-Atomwaffen-Bewegung auftraten und die Religion als besonders friedlich galt.
Eine wirkliche Veränderung der Situation für die Auslebung des Buddhismus fand allerdings erst Ende der 1980er Jahre durch die Perestrojka und in den Folgejahren durch das Ende der Sowjetunion statt.

### Buddhismus seit Ende der Sowjetunion
1991 verabschiedete die Regierung ein Gesetz über die Religionsfreiheit, das die sowjetischen Beschränkungen aufhob. Der Buddhismus gehört in Russland neben orthodoxen Christentum, Judentum und Islam zu den vier anerkannten traditionellen Religionen in der Russischen Föderation. In Burjatien, Kalmückien und Tuwa wurden alte Kloster wieder aufgebaut und neue buddhistische Zentren begründet. Auch der Gusetschoinei-Dazan in St. Petersburg wurde 1991 wieder eröffnet.

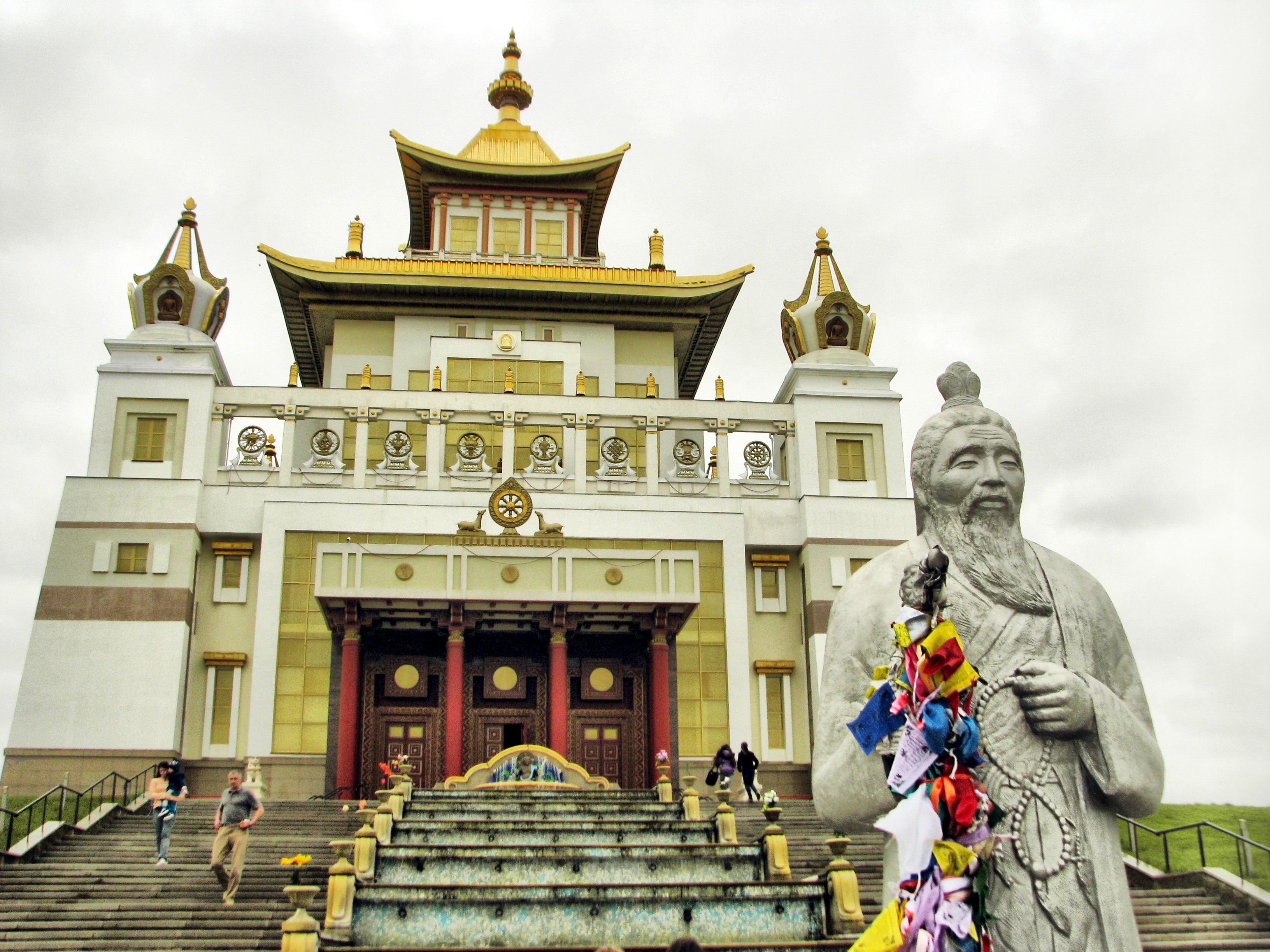
Der Burchan Bakshin Altan Sume (Der Goldene Tempel des Buddha Shakyamuni) in Elista (Kalmückien) wurde 2005 eröffnet. Er gilt als der größte buddhistische Tempel in Europa

Mitte der 2000er Jahre bekannten sich insgesamt etwa 1 % der Bevölkerung Russlands zum Buddhismus. 2016 bestanden 259 registrierte buddhistische Gemeinschaften in Russland, die meisten davon waren laienbuddhistische Zentren. Zusätzlich zu den traditionellen buddhistischen Zentren der Gelug-Schule in Burjatien, Kalmückien und Tuwa fassten auch andere Schulen des Buddhismus Fuß, darunter der Theravada-Buddhismus, der koreanische Son-Buddhismus und die japanische Tradition des Lotus-Sutra. Zudem verbreiteten sich auch die drei anderen großen Schulen des tibetischen Buddhismus, Nyingma, Kagyü und Sakya. Durch die jahrzehntelange Unterbrechung der buddhistischen Tradition in der Sowjetunion, fehlt größtenteils traditionell geschultes einheimisches Personal in den Tempeln und Klöster, sowohl in den drei traditionell buddhistischen Regionen als auch in den russischen Großstädten wie Moskau und St. Petersburg. Zum größten Teil werden die buddhistischen Einrichtungen von tibetischen Mönchen geleitet.
Es gibt in großen russischen Städten wie Wladiwostok, Irkutsk, Nowosibirsk, Jekaterinburg, Uljanowsk, bis hin zu Moskau und Sankt Petersburg buddhistische Tempel, Organisationen oder Zentren, die die Lehre Buddhas verbreiten und bekannt machen. Der Tempel in Sankt Petersburg, Gunsetschoinei-Dazan, zählt zu den wichtigsten akademischen Schulen des Buddhismus in Europa. Er beinhaltet eine einzigartige Sammlung alter buddhistischen Schriften.
Zu den wichtigsten modernen Zeitschriften für Buddhismus in Russland zählen u. a. "Буддизм России" (wörtlich: Buddhismus Russlands) und "Гаруда" (Garuda, vgl. das mystische Wesen Garuda).
Mancherorts muss der Buddhismus in Russland bzw. buddhistische Klöster den materiellen/industriellen Interessen weichen.

## Organisation und Verbreitung
Institutionell untersteht ein Großteil der Buddhisten der Geistlichen Zentralverwaltung des Traditionellen Buddhistischen Sangha Russlands. Hierzu gehören vor allem die burjatischen Buddhisten, aber auch die buddhistischen Gemeinden von Irkutsk, Tschita, Nowosibirsk, Krasnojarsk, Omsk, Moskau und anderer Regionen. Die kalmückischen und tuwinischen Buddhisten sind hingegen unabhängig organisiert.
2010 schätzte das Außenministerium der USA die Zahl der Buddhisten in Russland auf etwa eine Million Menschen, wobei ein Großteil davon in den traditionell buddhistischen Regionen Burjatien, Kalmückien und Tuwa leben.

## Liste großer buddhistischer Tempel und Klöster in Russland
- Aginer Dazan (Ort Aginskoje in Region Transbaikalien, Russland)
- Choimorski-Dazan (Ort Arschan in Burjatien, Russland)
- Gunsetschoinei-Dazan (Millionenstadt Sankt Petersburg, Russland)
- Goldener Tempel des Buddha Shakyamuni (Stadt Elista in Kalmückien, Russland)
- Iwolginski Dazan (Ort Iwolginsk in Burjatien, Russland)
- Sartul-Gegetui-Dazan (Ort Dschida in Burjatien, Russland)
- Tamtschinski-Dazan (Stadt Gussinoosjorsk in Burjatien, Russland)
- Tubten Shedrub Ling (Stadt Kysyl in Tuwa, Russland)